# Yannick Vaugrenard

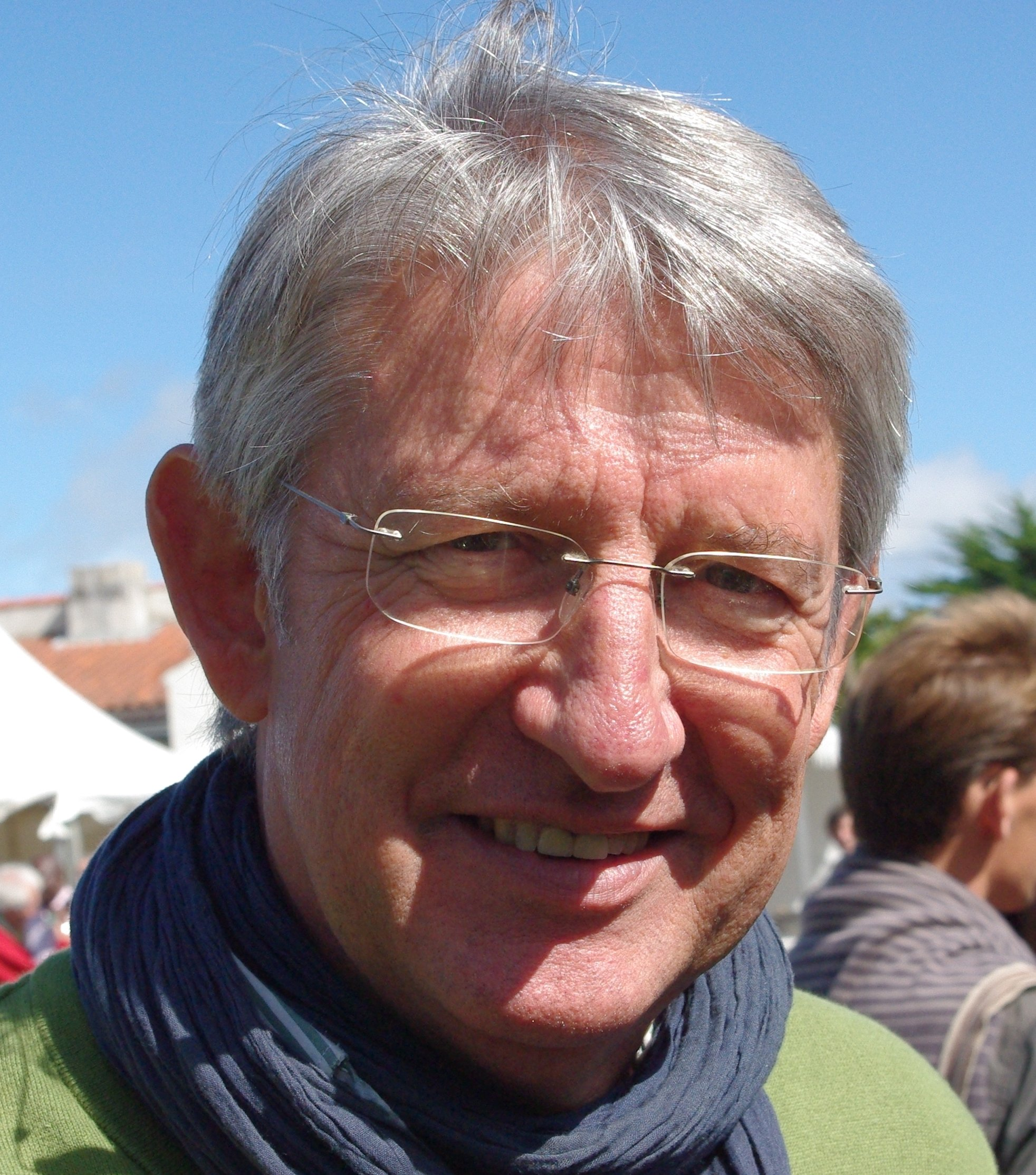
Yannick Vaugrenard, 2011

Yannick Vaugrenard (* 25. Juni 1950 in Trignac) ist ein französischer Politiker (Parti socialiste). Er war Abgeordneter im Europaparlament.

## Leben
Vaugrenard besuchte das Lyzeum Aristide Briand in Saint-Nazaire, das er mit einem Baccalauréat économique abschloss. Von 1971 bis 1989 war er bei der Banque Nationale de Paris beschäftigt.
Stellvertretender Bürgermeister war er von 1977 bis 1989 in Trignac und von 1995 bis 2004 in Saint-Nazaire. Dem Rat des Kantons Montoir-de-Bretagne gehörte er von 1982 bis 1994 an, Regionalrat der Region Pays de la Loire war er von 1986 bis 2011.
Mitglied des Europäischen Parlaments (MdEP) war er von 2004 bis 2009. Während seiner Zeit als Abgeordneter gehörte er der Sozialdemokratischen Fraktion im Europäischen Parlament an. Seine parlamentarischen Aktivitäten umfassten unter anderem die Arbeit im Haushaltsausschuss, dem Ausschuss für Verkehr und Fremdenverkehr und dem Ausschuss für Beschäftigung und soziale Angelegenheiten.
Mit seiner Wahl im September 2011 wurde er Senator des Départements Loire-Atlantique.